# لوکاس کوواس
لوکاس کوواس (انگلیسی: Lucas Cuevas؛ زادهٔ ۹ نوامبر ۱۹۹۶) بازیکن فوتبال اهل آرژانتین است.
از باشگاه‌هایی که در آن بازی کرده‌است می‌توان به باشگاه فوتبال اتلتیکو هوراکان اشاره کرد.